# (6896) 1987 RE1
A (6896) 1987 RE1 a Naprendszer kisbolygóövében található aszteroida. Henri Debehogne fedezte fel 1987. szeptember 13-án.